# Freiriz
Freiriz é uma povoação portuguesa sede da Freguesia de Freiriz do Município de Vila Verde, freguesia com 5,74 km² de área e 1056 habitantes (censo de 2021), tendo, por isso, uma densidade populacional de 184 hab./km².

## Demografia
A população registada nos censos foi:
| Distribuição da População por Grupos Etários | Distribuição da População por Grupos Etários | Distribuição da População por Grupos Etários | Distribuição da População por Grupos Etários | Distribuição da População por Grupos Etários |
| -------------------------------------------- | -------------------------------------------- | -------------------------------------------- | -------------------------------------------- | -------------------------------------------- |
| Ano                                          | 0-14 Anos                                    | 15-24 Anos                                   | 25-64 Anos                                   | > 65 Anos                                    |
| 2001                                         | 265                                          | 215                                          | 524                                          | 138                                          |
| 2011                                         | 196                                          | 144                                          | 567                                          | 192                                          |
| 2021                                         | 126                                          | 134                                          | 538                                          | 258                                          |

## História
Constituiu até ao início do século XIX o couto de Freiriz. Pertencia ao antigo concelho de Prado, em 31 de dezembro de 1853 passou a pertencer ao concelho de Penela do Minho e após a extinção deste em 24 de outubro de 1855, passou para o concelho (atual município) de Vila Verde.

## Património edificado
- Igreja paroquial
- Cruzeiro de Freiriz
- Quinta do Paço

## Lugares
Além da sede, a Freguesia de Freiriz compreende as seguintes localidades:
- Carvalhal
- Casal
- Castanheiro
- Cerdeiras
- Chans
- Chãos
- Costeira
- Cubaças
- Cucos
- Igreja
- Eido de Além
- Fonte
- Gandra
- Mata
- Monte
- Ninho
- Outeiro
- Pedralva
- Pedreira
- Quintães
- Rego
- Residencia
- Rola
- Avenida sao  José
- Souto
- Torre
- Vale
- Veirigo